# 서기 1년 (영화)
《서기 1년》(영어: Year One)은 2009년 개봉한 미국의 모험 코미디 영화이다. 해럴드 레이미스가 감독과 공동각본을 맡았다.

## 출연

### 주연
- 잭 블랙
- 마이클 세라

### 조연
- 올리버 플랫
- 데이빗 크로스
- 크리스토퍼 민츠 프래지
- 비니 존스
- 행크 아자리아
- 주노 템플
- 올리비아 와일드
- 준 다이앤 라파엘
- 잰더 버클리
- 지아 카라이즈
- 호라티오 샌즈
- 데이빗 파스퀘시
- 매튜 윌릭
- 해롤드 래미스
- 로다 그리피스
- 가브리엘 선데이
- 에덴 리겔

## 기타
- 공동제작: 해롤드 래미스
- 공동제작: 로렐 A. 워드
- 미술: 제퍼슨 세이지
- 세트: 도리 쿠퍼
- 의상: 데브라 맥과이어
- 배역: 타라 던실
- 배역: 크리스 그레이
- 배역: 진 맥칼디